# ليونارد إرفينغ
ليونارد إرفينغ (بالإنجليزية: Leonard Irving)‏ هو نقابي وعامل إنشاء وسياسي أمريكي، ولد في 24 مارس 1898 في سانت بول في الولايات المتحدة، وتوفي في 8 مارس 1962 في واشنطن العاصمة في الولايات المتحدة. حزبياً، نشط في الحزب الديمقراطي. وقد انتخب ممثل ‏ وانتخب عضو مجلس النواب الأمريكي.